# Xylotitan
Xylotitan ist eine ausgestorbene Gattung der Brontotherien, einer nicht mehr existierenden Gruppe von Unpaarhufern, die möglicherweise den Equidae näher steht. Nachgewiesen wurde die Gattung in der Clarno-Formation im US-Bundesstaat Oregon, welche Teil einer sehr fossilreichen Region bildet. Das bisher bekannte Fundmaterial besteht aus einzelnen Gebissresten und isolierten Zähnen. Es weist ein absolutes Alter von rund 44 Millionen Jahren auf und datiert damit in das Mittlere Eozän. Die Überreste gehören zu einem kleinen Vertreter der Brontotherien. Dessen auffälligstes Merkmal war neben der geringen Größe ein nur wenig einziehender und somit kurzer Naseninnenraum. In den übrigen Merkmalen ähnelten die Tiere anderen Vertretern der Gruppe. Anhand der paläontologischen Befunde der Clarno-Formation kann für die Lebensumwelt von Xylotitan ein sehr dichter subtropischer Wald rekonstruiert werden. Es wird vermutet, dass die geringe Körpergröße der Tiere eine Anpassung an dieses Habitat darstellt. Die Gattung wurde im Jahr 2016 wissenschaftlich eingeführt.

## Merkmale
Xylotitan ist ein Vertreter der Brontotherien, dessen Nachweis auf einzelnen Gebissfragmenten und isolierten Zähnen beruht. Anhand der Größe der Zähne kann auf einen kleinen Angehörigen der Gruppe geschlossen werden, dessen Körpergewicht mit rund 430 kg rekonstruiert wird. Vom Schädel liegen nur wenige Fragmente für diagnostische Merkmale vor. Auffallend war der kurze Naseninnenraum, der nahezu senkrecht etwa oberhalb des ersten Prämolaren endete. Damit ist er vergleichsweise kurz wie bei Sthenodectes, Wickia oder Metatelmatherium und nicht so lang nach hinten gezogen wie beispielsweise bei Metarhinus oder Telmatherium. Die Form der Nasenhöhle spricht außerdem für ein hohes und kurzes Rostrum. Das Foramen infraorbitale öffnete sich oberhalb des vierten Prämolaren. Da dieses bei den Brontotherien immer kurz vor der Orbita liegt, kann bei Xylotitan von einer Position der Augenhöhle mit dem Vorderrand auf Höhe des ersten Molaren ausgegangen werden. Dies wäre vergleichbar zu Wickia oder Metatelmatherium, aber deutlich weiter nach vorne verschoben als bei Mesatirhinus und Metarhinus. Am Unterkiefer ragte der vordere Rand der Symphyse, welche die beiden Kieferhälften miteinander verbindet, in einem Winkel von 45° auf. Das hintere Ende der Symphyse befand sich zwischen dem zweiten und dritten Prämolaren.
Vom Gebiss sind weitgehend die hinteren Zähne belegt. Ein oberer Schneidezahn und mehrere Eckzähne liegen isoliert vor. Ersterer wies eine eher konische Form auf und erinnerte an einen Eckzahn, letztere waren groß gestaltet. Über ihre exakte Position im Gebiss ist nichts bekannt, ein Oberkieferfragment deutet aber ein Diastema vor den Prämolaren an, so dass der obere Eckzahn isoliert vom hinteren Gebiss stand. In der unteren Zahnreihe waren vorn drei Schneidezähne und ein Eckzahn je Kieferhälfte ausgebildet, es sind aber nur die Alveolen überliefert. Das Vordergebiss war hier demnach gegenüber einigen späten Brontotherien unreduziert. Die Schneidezähne bildeten wie bei zahlreichen Brontotherien einen deutlichen Bogen, hinter dem sich der Eckzahn direkt anschloss. Zum hinteren Gebiss bestand ein kurzes Diastema von rund 1 cm Länge. Ein weiteres, nur halb so langes trennte im Unterkiefer den ersten vom zweiten Prämolaren. Eine entsprechende Zahnlücke fehlte im Oberkiefer, kam aber gelegentlich bei anderen Brontotherien, wenn auch in variabler Ausprägung, vor. Der jeweils erste Prämolar war relativ klein und wies einen einfachen Bau mit einer einzelnen Spitze auf. Die weiteren Prämolaren hatten eine eher langgestreckte bis rechteckige Form und nahmen nach hinten an Größe und Molarisierung zu. Keiner der Prämolaren glich allerdings vollständig den Mahlzähnen. Die Molaren lassen kaum diagnostische Merkmale erkennen, sie unterscheiden sich so nur wenig von denen der anderen Brontotherien mit Ausnahme der frühesten Vertreter. Im Vergleich zu ähnlich großen Formen wie Pygmaetitan und Microtitan waren sie aber verhältnismäßig kleiner. An den oberen Mahlzähne kam auf der Wangenseite der Kauflächen jeweils ein typisch W-förmig gestaltetes Ectoloph vor, eine Scherleiste zwischen zwei Haupthöckern eines Zahns, das vollständig ausgebildet war und somit für Xylotitan eine Stellung innerhalb der entwickelten Brontotherien befürwortet. Zungenseitig wies das Ectoloph nur eine dünne Zahnschmelzschicht auf. An der jeweiligen Zahnvorderseite lag ein nur schmales Cingulum an, ein niedriger Zahnschmelzwulst, der sich aber nicht auf der Innenseite des Zahns fortsetzte. Bei frühen Brontotherien war das vordere Cingulum deutlich dicker ausgebildet. Die unteren Molaren besaßen den für Brontotherien typischen doppel-halbmondförmigen Umriss. Die Prämolarenreihe maß im Oberkiefer etwa 6,6 cm in der Länge, im Unterkiefer betrug sie 6,7 cm. Eine vollständige hintere Zahnreihe eines Unterkiefers gemessen vom ersten Prämolaren bis zum letzten Molaren wies eine Länge von 16,1 cm auf. Der jeweils größte Zahn im Gebiss stellte der letzte Mahlzahn dar. Er wurde oben rund 3,3 cm lang und 3,4 cm breit, die entsprechenden Maße unten lauteten 4,3 und 1,8 cm. Der extrem kleine erste Prämolar wurde dagegen nur rund 1 cm lang und breit.

## Fossilfunde
Die bisher bekannten Fossilfunde von Xylotitan kamen in der Clarno-Formation im John-Day-Becken im US-Bundesstaat Oregon zum Vorschein. Das John-Day-Becken gehört zu einer extrem fossilreichen Region, die seit mehr als 150 Jahren erforscht wird. Die Funde dort verteilen sich auf hunderte verschiedene Lokalitäten mit einer zeitlichen Reichweite vom Mittleren Eozän bis zum Oberen Miozän. Während die jüngeren Fossilfundstellen des Oligozäns und des Miozäns – geologisch zur John-Day-Formation gerechnet – durch ihren Reichtum mit einer hohen Diversität an Wirbeltieren herausragen, sind jene des Eozäns und somit der Clarno-Formation vergleichsweise fundarm. Säugetiere dieser Zeitstellung wurden bisher nur an zwei Plätzen beobachtet, den stratigraphisch älteren Clarno Nut beds und dem aus geologischer Sicht etwas jüngeren Hancock Mammal Quarry. Beide liegen eng beieinander innerhalb der Grenzen des John Day Fossil Beds National Monument. Letzterer barg unter anderem neben den bekannten Clarno Rhinos der Gattung Teletaceras die Reste von Eubrontotherium, einem weiteren Vertreter der Brontotherien, aus ersteren wurde Xylotitan berichtet. Die Clarno Nut beds nehmen innerhalb der rund 1800 m mächtigen Ablagerungsfolge der Clarno-Formation nur etwa 10 m ein. Sie sind auf einer Fläche von einem Hektar an der Westseite des Hancock-Canyons im Wheeler County von Oregon aufgeschlossen. Hauptsächlich bestehen sie aus gut ausgebildeten Schluff- und Sandsteinen sowie Konglomeraten, zwischen denen einzelne Lagen aus vulkanischen Tuffen eingeschaltet sind. Radiometrische Datierungen geben den Ablagerungen ein Alter von rund 44 Millionen Jahren, was dem Mittleren Eozän entspricht (lokalstratigraphisch Uintum genannt).
Die Fossilfunde von Wirbeltieren innerhalb der Clarno Nut beds sind sehr rar und stark fragmentiert. Nachgewiesen wurden bisher Reste von Krokodilen und Schildkröten sowie einzelnen Säugetieren, darunter neben Xylotitan verschiedentlich weitere Unpaarhufer wie Orohippus (ein früher Angehöriger der Pferde) beziehungsweise Hyrachyus (ein Verwandter der Tapir-Nashorn-Linie) und zusätzlich Vertreter der räuberischen Oxyaenodonta. Es handelt sich dabei um die älteste Säugetierfauna des pazifischen Nordwestens der USA. Xylotitan wird durch einzelne Ober- und Unterkieferfragmente sowie isolierte Zähne repräsentiert. Bisher ließen sich rund 30 Objekte der Gattung zuweisen, was das umfangreichste Material aller Wirbeltierformen der Clarno Nut beds darstellt. Im Vergleich zu den eher spärlichen Faunenfunden gehören die Reste der Flora der Clarno Nut beds zu den weltweit umfangreichsten. Sie gehen auf einen breitblättrigen, subtropischen Wald zurück, in dem wärmeliebende Pflanzen wie Palmfarne oder Palmen- und Bananengewächse gemischt mit Pflanzen temperierter Zonen wie Walnuss-, Birken- und Ulmengewächse bestanden (die Bezeichnung Clarno Nut beds geht auf die zahlreich aufgefundenen fossilisierten Walnüsse zurück und wurde in den 1940er Jahren erstmals verwendet). Vergleichbare Landschaften finden sich heute im südöstlichen Nordamerika oder in Zentralamerika, die aufgefundenen Pflanzen lassen neben Beziehungen zum heutigen Zentralamerika zusätzlich auch solche zu Südostasien erkennen. Die Wälder der Clarno Nut beds müssen sehr dicht gewesen sein, da sich die fossile Flora zu 40 % aus Ranken- und Kletterpflanzen wie Lianen zusammensetzt. Anhand der paläobotanischen Reste kann eine Jahresdurchschnittstemperatur von etwa 17 °C mit einer Schwankungsbreite von 14 bis 21 °C angenommen werden, der jährliche Niederschlag belief sich wohl auf rund 3000 mm.

## Paläobiologie
Mit einem vermuteten Körpergewicht von rund 430 kg gehört Xylotitan zu den kleineren Vertretern der Brontotherien. Lediglich frühe Formen wie Eotitanops waren mit rund 140 kg deutlich kleiner. Die größten Angehörigen der Gruppe wie Megacerops und Embolotherium erreichten dagegen mit über 3000 kg gigantische Ausmaße (die Schätzungen reichen bis zu 8500 kg). Die unmittelbar nächsten Verwandten von Xylotitan, namentlich Wickia und Metatelmatherium, wogen schätzungsweise rund 1640 bis 2140 kg. Damit reiht sich Xylotitan neben anderen Formen der Brontotherien wie Pygmaetitan, Microtitan und Nanotitanops ein, bei denen eine sekundäre Verzwergung nachgewiesen ist. Der überwiegende Teil der kleinwüchsigen entwickelten Brontotherien ist im heutigen Eurasien belegt, wogegen mit Xylotitan ein erster derartiger Nachweis auch aus Nordamerika vorliegt. Möglicherweise handelt es sich bei der geringen Körpergröße von Xylotitan um eine Anpassung an ein Leben in den extrem dichten subtropischen Wäldern, wie sie für die Clarno Nut beds der Clarno-Formation rekonstruiert werden. Die Größe der Tiere ist vergleichbar zu der heutiger Tapire, die einen ähnlichen Lebensraum bewohnen. Daher kann vermutet werden, dass Xylotitan einen vergleichbaren ökologischen Anspruch wie die rezenten Tapire besaß.

## Systematik
Xylotitan ist eine Gattung innerhalb der ausgestorbenen Familie der Brontotheriidae (ursprünglich Titanotheriidae) und der Ordnung der Unpaarhufer. Die Familie kann bezüglich der Gestaltung der Zähne als entfernte Verwandtschaftsgruppe der heutigen Pferde angesehen werden. Ihre Vertreter  waren sehr vielgestaltig und lebten hauptsächlich im Eozän in Nordamerika und Eurasien. Die späten Formen wie Megacerops und Embolotherium zeichneten sich durch einen gewaltigen Körperbau und durch knöcherne Hörner auf der Nase aus. Die verwandtschaftlichen Beziehungen innerhalb der Brontotherien sind nicht restlos geklärt, da die verschiedenen Formen über die einzelnen Kontinente ihrer damaligen Verbreitung hinweg Beziehungen zueinander zeigen. Eine Studie aus dem Jahr 2008, vorgelegt von Matthew C. Mihlbachler, schlug vor, alle Vertreter mit moderneren Zahnmerkmalen, ob horntragend oder nicht, der Unterfamilie der Brontotheriinae zuzuweisen. Innerhalb dieser stehen die horntragenden Formen in der Tribus der Brontotheriini. Die Gattung Xylotitan weist phylogenetischen Untersuchungen zufolge nähere Bindungen zu Wickia und Metatelmatherium auf. Beide Formen sind ebenfalls aus dem nördlichen Amerika bekannt. Die exakten Verwandtschaftsverhältnisse der drei Gattungen zueinander sind nicht eindeutig, so dass momentan keine exakte Schwesterform zu Xylotitan bestimmt werden kann. Sowohl Wickia als auch Metatelmatherium werden gemeinsam mit Telmatherium in die Untertribus der Telmatheriina verwiesen, deren gemeinsames Merkmal nur leichte knöcherne Nasenaufwölbungen sind. Dieser Untertribus gegenüber stehen die Brontotheriina mit deutlichen zapfen- oder rammbockartigen Hörnern, zu denen die Terminalformen wie Megacerops und Embolotherium zählen.
In einer Revision der Fauna der Clarno Nut beds der Clarno-Formation aus dem Jahr 1996 wurden die Brontotherien-Reste der Gattung Telmatherium zugewiesen. Im Jahr 2013 merkten aber Matthew C. Mihlbachler und Joshua X. Samuels an, dass diese wohl eine neue, kleinwüchsige Gattung repräsentieren. Gut drei Jahre später veröffentlichten dann Mihlbachler und Samuels die wissenschaftliche Erstbeschreibung von Xylotitan anhand des Materials der Clarno Nut beds. Als Holotyp bestimmten sie einen linken, teilweise erhaltenen Oberkiefer, dem noch die vier Prämolaren anhaften (Exemplarnummer UCMP 121825). Der Gattungsname leitet sich von den griechischen Wörtern ξύλο (xýlo) für „Holz“ und Τιτάν (titán) für „Titan“ oder „Riese“ ab. Ersteres verweist auf die zahlreichen fossilisierten Hölzer der Clarno Nut beds und der daraus rekonstruierten Paläoumwelt der damaligen Zeit, letzteres bezieht sich auf das sagenhafte Riesengeschlecht der Titanen in der griechischen Mythologie und ist ein bei Brontotherien häufig verwendeter Namensbestandteil. Als bisher einzige Art benannten Mihlbachler und Samuels X. cenosus. Das Artepitheton ist lateinischen Ursprungs (caenōsus) und bedeutet so viel wie „morastig“. Es spielt auf die zahlreichen vulkanischen Schlammströme innerhalb der Clarno Nut beds an.